# Savanne
Savanne é um distrito da Maurícia. Tem cerca de 60.587 habitantes e 259 km². Tem sede na vila de Souillac.
|                    | Norte: Plaines Wilhems | Nordeste: Black River |
| Oeste: Black River | Savanne                | Leste: Grand Port     |
|                    | Sul: Oceano Índico     |                       |